# النظام الملكي في بليز

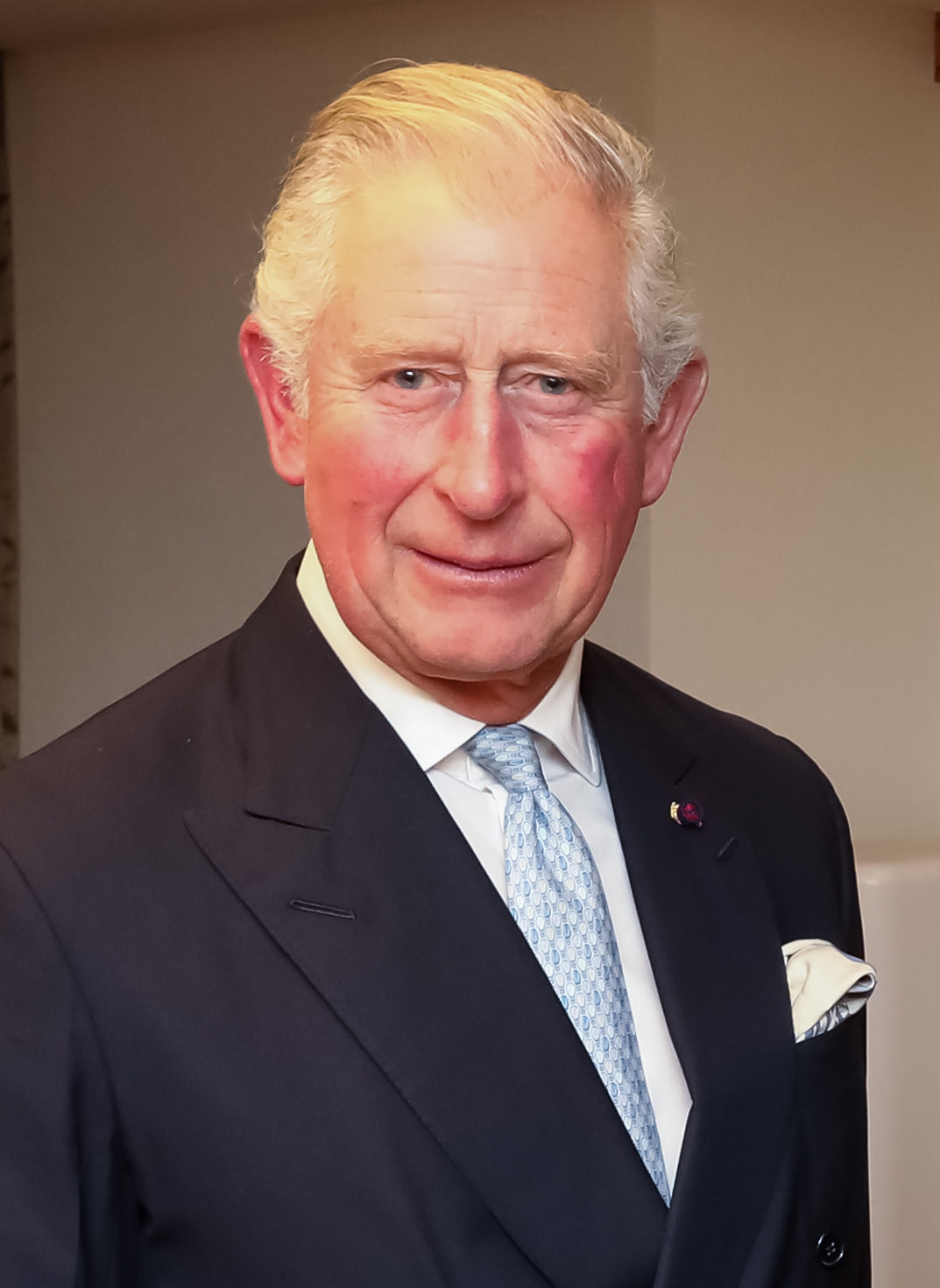
الملك تشارلز

النظام الملكي في بليز هو نظام حكم يكون فيه الملك الوراثي رئيسًا لدولة بليز وصاحب السيادة عليها. تخضع دولة بليز منذ استقلالها في 21 سبتمبر 1981 وحتى الوقت الحاضر لحكم الملكة إليزابيث الثانية. تمثل الملكة إليزابيث التاج البليزي بصفتها صاحبة السيادة. على الرغم من وجود 14 دولة مستقلة أخرى تخضع لحكم الملكة داخل الكومنولث، يتميز النظام الملكي لكل دولة عن غيره وكل له قانونه. لذلك، يُطلق على الملك الحالي رسميًا لقب ملكة بليز، وبهذه الصفة، تضطلع هي وأعضاء آخرون في العائلة المالكة بمهام عامة وخاصة بصفتهم ممثلين عن دولة بليز. مع ذلك، فإن الملكة هي العضو الوحيد في العائلة المالكة الذي يمتلك الصلاحيات الدستورية.
تُناط جميع السلطات التنفيذية بالملك، ويتعين على المجلس الوطني أن يحصل على الموافقة الملكية لسن القوانين وبراءات التمليك والأوامر في المجلس ليكون لها تأثير قانوني. يمارس أعضاء البرلمان المنتخبون ووزراء الحكومة والقضاة معظم السلطات. تُعتبر الصلاحيات الأخرى المخولة للملك مهمة ولكنها تعامل فقط باعتبارها صلاحيات احتياطية وجزءًا أمنيًا مهمًا من دور النظام الملكي.
يكمن الدور الأساسي للتاج الملكي في الوقت الحاضر بكونه ضامنًا لاستمرارية الحكم واستقراره فضلًا عن كونه ضمانة غير حزبية ضد إساءة استخدام السلطة. في حين أن بعض السلطات منوطة بالسيادة فقط، يمارس ممثل الملكة، الحاكم العام لبليز، معظم واجبات الملكة التشغيلية والاحتفالية.

## تاريخيًا
في عام 1836، بعد تحرير أمريكا الوسطى من الحكم الإسباني، طالب البريطانيون بالحق في حكم المنطقة المعروفة حاليًا باسم بليز. في عام 1862، أُعلن عن مستوطنة بليز في خليج هندوراس مستعمرة بريطانية وأُطلق عليها اسم هندوراس البريطانية، وجرت ترقية ممثل التاج إلى نائب حاكم تابع لحاكم جامايكا.
في عام 1964، منحت بريطانيا هندوراس البريطانية صلاحية الحكم الذاتي بموجب دستور جديد. في 1 يونيو 1973، أعيدت تسمية هندوراس البريطانية رسميًا إلى بليز. استقلت بليز عن بريطانيا في 21 سبتمبر 1981، وذلك بعد أن وقعت الملكة إليزابيث الثانية على نظام استقلال بليز في عام 1981 من قبل، ما جعل بليز دولة ذات سيادة ونظام ملكي دستوري مستقل.
مثّل الأمير مايكل من كينت الملكة في احتفالات الاستقلال. في صباح يوم 21 سبتمبر في العاصمة بلموبان، سلم الأمير مايكل صك الاستقلال إلى جورج برايس، الذي أصبح رئيس وزراء بليز المستقلة. في اليوم ذاته، عيّنت الملكة مينيتا جوردون، عالمة الاجتماع، حاكمًا عامًا.

## التاج البليزي وسماته
تُحكم بليز بالاشتراك مع الأنظمة الملكية الأخرى في الكومنولث، وتُعتبر علاقة الملكة مع بليز مستقلة تمامًا عن منصبها كملكة لأي نظام آخر. على الرغم من تشارك دول الكومنولث الملك الوطني، تتمتع كل منها بالسيادة والاستقلال عن الآخرين.
منذ استقلال بليز في عام 1981، اتسم التاج البليزي بطابع مشترك ومنفصل على حد سواء، ويختلف دور سيادة النظام الملكي في بليز عن منصب الملكة لأي مملكة أخرى، بما في ذلك المملكة المتحدة. وحدهم ووزراء بليز من بإمكانهم تقديم المشورة للملكة حول شؤون دولة بليز. بالتالي، لم يعد النظام الملكي مؤسسة بريطانية خالصة، بل أصبحت مؤسسة بليزية، أو مؤسسة «تشريعية محلية».
يتضح هذا التقسيم بعدة طرق: فالملكة، على سبيل المثال، تحمل لقبا بليزيًا فريدًا، وتستخدم الرموز البليزية، حيثما أمكن، عندما تمثل بليز علنًا، بما في ذلك العلم الوطني للبلد وما شابه ذلك.
يُشار إلى الشخصية القانونية للدولة في بليز باسم «ممثل سلطة تاج بليز»، أو «جلالة الملكة ممثلة حكومتها في بليز»، أو «التاج ممثل حكومة صاحبة الجلالة في بليز».

## الدور الدستوري والامتياز الملكي
تُمنح بليز بموجب دستورها نظام حكم برلماني مماثل لنظام الحكم في مناطق الكومنولث الأخرى، إذ تُمنح جميع سلطات الولاية دستوريًا لممثل النظام الملكي، الحاكم العام لبليز، والذي يعينه الملك بناء على مشورة رئيس وزراء بليز. يضطلع الممثل الملكي بأداء واجبات الملك.
يضطلع الملك والحاكم العام بدور قانوني وعملي، إذ يُعتبر التاج مؤسسة تشترك فيها عدة أجزاء في السلطة، يترأسهم الملك باعتباره الشخص الذي يقع في قلب البناء الدستوري.

### السلطة التنفيذية
يعنى الحاكم العام بمسؤولية تعيين رئيس الوزراء الذي يتولى رئاسة مجلس الوزراء ويقدم المشورة للملك أو الحاكم العام حول كيفية تنفيذ سلطاتهم التنفيذية على جميع جوانب العمليات الحكومية والشؤون الخارجية. يُبلغ الحاكم العام الملك بقبول استقالة رئيس الوزراء وأداء اليمين لرئيس وزراء جديد وأعضاء الوزارة.
يعنى الحاكم العام كذلك بتعيين الوزراء وإقالتهم، بالإضافة إلى أعضاء مختلف الأجهزة التنفيذية وغيرهم من المسؤولين، بمن فيهم أعضاء مجلس الشيوخ.
نظرًا لكون جميع السلطات التنفيذية في بليز منوطة بالسيادة الملكية، تعمل مؤسسات الحكومة تحت سلطتها، وبالتالي، يُشار رسميًا إلى حكومة بليز باسم «حكومة صاحبة الجلالة في بليز».

### العلاقات الخارجية
ينطوي الامتياز الملكي كذلك على العلاقات الخارجية، فيجوز للحاكم أو الحاكم العام أن يتفاوض على المعاهدات والتحالفات والاتفاقات الدولية ويوقعها دون شرط الحصول على موافقة البرلمان. بيد أن المعاهدة لا يمكن أن تغير القوانين المحلية لبليز، يجب إصدار قانون برلماني في هذه الحالات. يعتمد الحاكم العام، نيابة عن الملك، المفوضين والسفراء الساميين في بليز، ويستقبل دبلوماسيين من دول أجنبية.
فضلًا عن ذلك، يندرج إصدار جوازات السفر في إطار الامتياز الملكي، وعلى هذا النحو، تُصدَر جميع جوازات السفر البليزية باسم الحاكم العام، وهو نائب الملك.

### المجلس الوطني
يعنى الحاكم العام بمسؤولية استدعاء المجلس الوطني ويجوز له في أي وقت تأجيل جلساته أو حله. عند افتتاح جلسة برلمانية جديدة، يقرأ الحاكم العام خطاب العرش، الذي يحدد للحكومة جدول أعمالها التشريعي. تُقام الانتخابات العامة بعد حل المجلس الوطني بأمر من الحاكم العام.
هناك القليل من الواجبات التي يجب على الملك أن يؤديها على وجه التحديد، كالتوقيع على أوراق تعيين الحكام العامين.
نظرًا لأن النظام الملكي في بليز دستوري، فإن السلطات الدستورية المنوطة بالملكة تُمارس بالكامل تقريبًا بناءً على مشورة رئيس وزرائها ووزراء التاج في مجلس الوزراء، والذين هم بدورهم مسؤولون أمام مجلس النواب المنتخب ديمقراطيًا، ومن خلاله أمام الشعب. يكاد يكون دور الملك، وبالتالي دور نائب الملك، رمزيًا وثقافيًا بالكامل، إذ يُعتبر رمزًا للسلطة القانونية التي تعمل بموجبها جميع الحكومات والأجهزة. مع ذلك، وفي ظل ظروف استثنائية، يمكن للملك أو نائب الملك التصرف ضد مشورة رئيس الوزراء والوزراء وفقًا لصلاحياته الاحتياطية.
تُسن جميع القوانين في بليز بتوقيع نائب الملك. يُعرف منح التوقيع على مشروع القانون بالموافقة الملكية، وهو ما يُعتبر لازمًا لقيام البرلمان بجميع أعماله، وغالبًا ما يمنح الحاكم العام هذه الموافقة أو يحجبها، مرفقًا إياها بالختم العام لبليز.